# Suad Efendić
Suad Efendić, född 8 april 1937 i Trebinje i dagens Bosnien-Hercegovina, död 21 november 2022, var en bosnisk-svensk läkare och medicinsk forskare.

## Verksamhet
Efendić genomgick läkarutbildning i Zagreb i Kroatien och var därefter verksam Sverige, från 1967 vid Karolinska sjukhuset. Han disputerade 1970 vid Karolinska Institutet, blev 1972 docent i endokrinologi, fick 1974 svensk läkarlegitimation, var 1985–1995 professor i diabetesforskning och från 1995 professor i endokrinologi vid Karolinska Institutet. År 2006 blev han emeritus.
Hans forskning gäller framför allt cellulära mekanismer som styr frisättningen av hormon från bukspottkörteln, samt patogenes och behandling av typ 2-diabetes.
Efendić invaldes 1996 som ledamot av Vetenskapsakademien. År 2008 utnämndes han till hedersdoktor vid Karlsuniversitetet i Prag.

### Tryckt litteratur
- Kungl. vetenskapsakademien, Matrikel 1998/1999, ISSN 0302-6558, sid. 53.

### Fotnoter
1. ↑  Croatia.hr Arkiverad 12 maj 2009 hämtat från the Wayback Machine. (kroatiska)
2. ↑  Dödsannons på Fonus minnessidor
3. ↑  Efendić, Suad (1970) (på engelska). Studies on the effect of catecholamines on human adipose tissue metabolism. Stockholm. Libris 8080912
4. 1 2  Karolinska Institutet: Suad Efendic, läst 13 december 2009
5. ↑  ”Honorary Doctorates”. Charles University. 29 juni 2014. http://www.cuni.cz/UKEN-139.html. Läst 6 april 2015.